# Batalla de Cabo Rachado
La batalla de Cabo Rachado (Cabo Rajado, en castellano, en el estrecho de Malaca) se produjo el 18 de agosto de 1606 entre una armada portuguesa, comandada por el virrey de la India, D. Martim Afonso de Castro, y una armada holandesa comandada por Cornelis Matelieff de Jonge, saldándose con una victoria táctica portuguesa, ya que los navíos de la Compañía Holandesa de las Indias Orientales (VOC) se retiraron con unas bajas superiores a las portuguesas. Sin embargo, la victoria no fue convenientemente explotada por el virrey, lo que más tarde condujo a su derrota.
- Datos: Q1953346